# 周世臣
周世臣（？—？），字颖侯，南直隶常州府宜興縣人。明末政治人物。

## 生平
崇祯十二年（1639年）己卯科應天乡试举人，崇祯十三年（1640年）聯捷庚辰科進士，工部观政，本年八月授汉川县知县，以建言落职，补永平府简较，历兴化府推官。
生平筆墨淡遠，矜慎不妄作。長於詩歌，著有《颖侯集》。